# 私は貴兄のオモチャなの
『私は貴兄のオモチャなの』（わたしはあなたのオモチャなの）は、岡崎京子による日本の漫画短編集。

## 収録作品

### でっかい恋のメロディー
- 祥伝社『FEEL YOUNG』1995年2月号初出。
- 中学2年のトシは古本屋店員のお姉さんに憧れ、小難しい本を買って知性をアピールする日々を送る。ある日ガールフレンドに妊娠を告げられて混乱するトシ。しかしそれは狂言だった。トシに横恋慕するガールフレンドの友人も絡まり、事態は思わぬ方向へ向かう。

### 虹の彼方へ
- 祥伝社『FEEL YOUNG』1994年4月号初出。
- 複雑に絡まりあった男女の関係がとうとう臨界点を迎えた時。

### 私は貴兄のオモチャなの
- 祥伝社『FEEL YOUNG』1994年8月号初出。
- 星子は空知に振られ続けているが、それでも一途に彼を思うあまり体だけの関係でもいいと迫る。思いつめる星子を押しとどめていた空知だったが、失恋から自棄になり星子と関係を持ってしまう。その日から星子は空知の性奴隷となる。どんな要求も受け入れる星子に空知は怯え、それが悲惨な事態を呼ぶ。

### 3つ数えろ
- 祥伝社『FEEL YOUNG』1995年4月号初出。
- モデルのヨーコとサラリーマンのヒロシは出会ってすぐに結婚、郊外の一軒家を購入する。幸福に満たされた二人は実は変質者であった。
- 主人公の名前を永田洋子から引用している。

## 書誌情報
岡崎京子 『私は貴兄のオモチャなの』 FEELコミックス 、全1巻
- 1995年9月20日発行、ISBN 4-39-676136-8